# アンドレイ・コマツ
アンドレイ・コマツ（Andrej Komac, 1979年12月4日 - ）は、ユーゴスラビア (現：スロベニア)・シェンペテル＝ヴロトイバ市シェンペテル・プリ・ゴリツィ出身の同国代表サッカー選手。ポジションはMF。

## 経歴

### クラブ
NDゴリツァでキャリアをスタートさせ、2009年にはイスラエルのマッカビ・テルアビブFCに所属した。

### 代表
2004年8月に親善試合でスロベニア代表デビュー。2010 FIFAワールドカップメンバーに選ばれ、グループステージ2試合に出場した。スロベニア代表として43試合に出場した。

## 代表歴

### 出場大会
- スロベニア代表
  - 2010 FIFAワールドカップ

### 試合数
- 国際Aマッチ 43試合 0得点（2004年-2010年）[1]

| スロベニア代表 | 国際Aマッチ | 国際Aマッチ |
| 年             | 出場        | 得点        |
| -------------- | ----------- | ----------- |
| 2004           | 6           | 0           |
| 2005           | 8           | 0           |
| 2006           | 8           | 0           |
| 2007           | 8           | 0           |
| 2008           | 5           | 0           |
| 2009           | 5           | 0           |
| 2010           | 3           | 0           |
| 通算           | 43          | 0           |

## タイトル
NDゴリツァ
- 1.SNL : 2004-05, 2005-06